# Dihidrokaempferol 4-reduktaza
Dihidrokaempferol 4-reduktaza (EC 1.1.1.219, dihidroflavanol 4-reduktaza, dihidromiricetinska reduktaza, NADPH-dihidromiricetinska reduktaza, dihidrokvercetin reduktaza) je enzim sa sistematskim imenom cis-3,4-leuopelargonidin:NADP+ 4-oksidoreduktaza. Ovaj enzim katalizuje sledeću hemijsku reakciju
-3,4-leukopelargonidin + NADP+ {\displaystyle \rightleftharpoons } (+)-dihidrokemferol + NADPH + H+
Takođe deluje, u reverznom smeru, na (+)-dihidrokvercetin i (+)-dihidromiricetin. Svaki dihidroflavonol se redukuje do korespondirajućeg cis-flavan-3,4-diola. Može da koristi NAD umesto NADP+, mada reakcija sporo teče. Dihidrokaempferolna 4-reduktaza učestvuje u biosintezi antocijanidina u biljkama.

## Literatura
- Nicholas C. Price; Lewis Stevens (1999). Fundamentals of Enzymology: The Cell and Molecular Biology of Catalytic Proteins (Third изд.). USA: Oxford University Press. ISBN 019850229X.
- Eric J. Toone (2006). Advances in Enzymology and Related Areas of Molecular Biology, Protein Evolution (Volume 75 изд.). Wiley-Interscience. ISBN 0471205036.
- Branden C; Tooze J. Introduction to Protein Structure. New York, NY: Garland Publishing. ISBN 0-8153-2305-0.
- Irwin H. Segel. Enzyme Kinetics: Behavior and Analysis of Rapid Equilibrium and Steady-State Enzyme Systems (Book 44 изд.). Wiley Classics Library. ISBN 0471303097.

## Spoljašnje veze
- Dihydrokaempferol+4-reductase на 